# Дезърт Хот Спрингс (Калифорния)
Дезърт Хот Спрингс (на английски: Desert Hot Springs в превод „Пустинни горещи извори“) е град в щата Калифорния, САЩ. Дезърт Хот Спрингс се намира в окръг Ривърсайд и е с население от 16 582 жители (2000 г.) и има обща площ от 60,30 км² (23,30 мили²). Дезърт Хот Спрингс е основан на 12 юли 1941 г.